# ショウほど素敵な商売はない
『ショウほど素敵な商売はない』（ショウほどすてきなしょうばいはない、There's No Business Like Show Business）は1954年のアメリカ合衆国のミュージカル映画。監督はウォルター・ラング、出演はエセル・マーマンとマリリン・モンローなど。
ミュージカル『アニーよ銃をとれ』のために書かれたアーヴィング・バーリンの歌「ショウほど素敵な商売はない」の曲名をそのままタイトルにしている。

## ストーリー
1930年代のアメリカ。テレンスとモリーの夫婦に、その3人の子供たちを加えた家族5人でボードビリアンとして活動している「ドナヒュー一家」は人気のショーグループ。ある日、長男スティーヴが芸人を辞めて神父になると言い出す。手塩にかけて一流の芸人に育て上げた両親はショックを受けるがスティーヴの意思を尊重して認める。一方、末っ子の次男ティムはやんちゃなプレイボーイで何かと両親を心配させているが、そんなティムは、あるナイトクラブで受付のアルバイトをしながら歌手としてステージに立つヴィッキーと出会い、一目惚れする。
興行主に認められたヴィッキーはブロードウェイの舞台に立つことになる。そしてティムとその姉ケイティはコンビでヴィッキーと共演することになる。そのころには付き合うようになっていたティムとヴィッキーだったが、2人の関係よりも自分の仕事を優先するヴィッキーにティムは不満を抱く。そんなティムにヴィッキーは、15歳から1人で頑張って来た自分に比べ、生まれたときから両親の庇護の下で活動していたティムには甘えがあると指摘する。やけになったティムは事故を起こして入院、ブロードウェイでの舞台初日に出られなくなる。そんなティムの無責任さを父テレンスが厳しく叱責すると、ティムは詫び状を残して姿を消す。舞台はティムの代役を母モリーが務め、大成功を収める。
姿を消したティムを家族は必死に探すものの、その行方はようとして知れない。そんな中、テレンスは自分の芸にも自信を失い、ティムを探す旅に出る。
俳優基金慈善公演当日の夜。ティムが姿を消したのはヴィッキーのせいだと思い込んでいたモリーに、娘ケイティはヴィッキーに非がなく、ティムの問題であることを説明し、モリーとヴィッキーの仲を取り持つ。ショーが始まり、ステージに立つモリーを舞台の袖からケイティとスティーヴが見守る。そこにティムが現れる。再会を喜ぶ家族。ティムは自分の甘えを自覚し、1人で活動していたのだ。そこにテレンスも現れ、久しぶりに一家5人で舞台に立つことになる。そこにヴィッキーも加わり、6人で「ショウほど素敵な商売はない」を歌い上げる。

## キャスト
| 役名                   | 俳優                   | 日本語吹替                                     |
| 役名                   | 俳優                   | NET版 （追加録音部分）                         |
| ---------------------- | ---------------------- | ---------------------------------------------- |
| モリー・ドナヒュー     | エセル・マーマン       | 寺島信子 （渡辺美佐）                          |
| ティム・ドナヒュー     | ドナルド・オコナー     | 柳澤真一 （多田野曜平）                        |
| ヴィッキー・パーカー   | マリリン・モンロー     | 向井真理子                                     |
| テレンス・ドナヒュー   | ダン・デイリー         | 穂積隆信 （小島敏彦）                          |
| スティーヴ・ドナヒュー | ジョニー・レイ         | 北原隆 （清水裕亮）                            |
| ケイティ・ドナヒュー   | ミッツィ・ゲイナー     | 天地総子 （折笠愛）                            |
| ルー・ハリス           | リチャード・イースタム | 真木恭介                                       |
| チャールズ・ギブス     | ヒュー・オブライエン   | 羽佐間道夫                                     |
| エディ・デュガン       | フランク・マクヒュー   | 勝田久                                         |
| リリアン・ソーヤー     | ロビン・レイモンド     | 森川久美子                                     |
| 不明 その他            | N/A                    | 井上真樹夫 桑原毅 上田敏也 沢田敏子            |
| 日本語版スタッフ       |                        |                                                |
| 演出                   |                        |                                                |
| 翻訳                   |                        |                                                |
| 効果                   |                        |                                                |
| 調整                   |                        |                                                |
| 制作                   | 制作                   | 日米通信社                                     |
| 解説                   |                        |                                                |
| 初回放送               | 初回放送               | 1968年10月10日 『2時の映画招待席』 14:00-15:30 |

※2017年1月18日にWOWOWでカット部分を追加録音した吹替補完版が放送。その際、故人等の各声優の部分は別の声優が代役を務めている。

## トリビア
マリリン・モンローは本作への出演を条件に『七年目の浮気』の主演を手に入れた。モンローが演じたヴィッキーは客寄せ目的でのモンロー起用を前提に作られたキャラクターである。
ドナルド・オコナーと別居中だった妻で女優のグウェン・カーターは、本作の撮影中にオコナーの父を演じたダン・デイリーと交際し、撮影終了後にオコナーと正式に離婚すると、すぐにデイリーと再婚した。
撮影期間は1954年5月29日から同年7月8日まで。
上記にあるように主人公はエセル・マーマン。トップクレジットであることから分かる。マリリン・モンローは三番目になっている。
DVDに収録されている「映像特典」には五人が椅子に座って振り返る未公開宣伝シーンや没カット(別撮)がいくつか収録されている。